# Sven-Eric Johanson
Sven Eric Emanuel Johanson, född 10 december 1919 i Västervik, död 29 september 1997 i Göteborg, var en svensk tonsättare och organist.

## Biografi
Sven-Eric Johansons far var adjutant i Frälsningsarmén, sedermera pastor i Missionskyrkan. Familjen flyttade flera gånger mellan orter i olika delar av Sverige. När Johanson var tonåring var de bosatta i Forshaga, där han som självlärd ung tonsättare fick en symfoni uppförd. Han inledde formella musikstudier 1938 vid Folkliga musikskolan på Ingesund, vilka fortsattes vid Kungliga Musikkonservatoriet i Stockholm, där han avlade musiklärarexamen 1943 och högre organist- och kantorsexamen 1946.
Vid konservatoriet i Stockholm undervisades Johanson i komposition av Melcher Melchers. Han studerade också i viss omfattning för Hilding Rosenberg (1944), Fartein Valen (1951) och Luigi Dallapiccola (1957). Han komponerade ofta i tolvton, influerad av den s.k. Andra Wienskolan, även om han inte helt underkastade sig de dogmer som utvecklats där. År 1945 var Johanson med om att bilda Måndagsgruppen tillsammans med andra unga komponister. Han var 1944-1950 organist och körledare i Missionskyrkan i Uppsala. Han sökte sig 1950 till Småland, där han tänkt ägna sig åt komposition, men han fick 1952 tjänst som musikpedagog i Göteborg och där var han även 1952–1977 organist i Älvsborgs kyrka. Efter att ha sagt upp sig från den tjänsten levde han som fri konstnär.
Johanson gjorde sig känd som något av en musikalisk mångsysslare. Förutom en mycket stor produktion av renodlad konstmusik, tog han även initiativ till experiment och musikhappenings. Han hade ett brett musikaliskt register, där både modernt och mer traditionellt tonspråk ingick. Som en av de mera färgstarka personligheterna i det svenska musiklivet och med en yttre uppenbarelse som ledde tankarna till en Salvador Dalí, framstod han – och framställde sig gärna – som en gycklare och upptågsmakare. Det fanns emellertid också en stor portion allvar i hans väsen och han var ingen bohem utan mycket produktiv som tonsättare.
Han är gravsatt på Stampens kyrkogård i Göteborg.

## Verk
Bland Johansons cirka 700 verk finns 20 operor, många kantater och 12 symfonier, av vilka två är körverk a cappella och en är för kammarensemble. Därtill ett antal solokonserter, bland annat för i sammanhanget så udda instrument som balalajka och nyckelharpa. Hans produktion domineras annars av körmusik (ungefär 250 stycken) och solosånger (ca.100). Han skrev 8 stråkkvartetter, 4 pianosonater och annan kammarmusik.
En av hans största framgångar som tonsättare av instrumentalmusik var den tionde symfonin, Symphonie Chez nous (1990). Denna innehåller en melodi som utgavs separat med titeln "Mitt hjärtas melodi". Johanson utgav 1986 en skiva med elektroakustisk musik, Rotas Tenet, som bland annat bearbetar inspelade orgelklanger.
Han finns representerad i den svenska psalmboken med en tonsättning till psalm nr 214a, Lär mig att bedja av hjärtat, tonsatt 1976.

### Verkförteckning (urval)

#### Orkesterverk
- Sinfonia ostinata, symfoni nr 1, 1949/54
- Symfoni nr 3, 1956
- Konsert för balalajka och stråkorkester, 1961
- Variationer över en värmländsk orrlåt, 1963
- Elementsymfonin (Etemenanki), symfoni nr 5, 1965–68; består av orkesterstyckena Vagues (vågor), Fotia (eld), Vienti (vindar) och Terra (jord) som även kan spelas separata
- Concerto Gotenburghese, pianokonsert, 1970
- Konsert för nyckelharpa och stråkorkester, 1971
- Sinfonietta pastorella, symfoni nr 6, 1972
- Spelmanssymfoni för stråkorkester, symfoni nr 7, 1974
- En Frödingsymfoni för solister, kör och orkester, symfoni nr 8, 1983–84
- Sinfonia d'estate, symfoni nr 9, 1987
- Symphonie Chez nous, symfoni nr 10, 1990
- Sinfonia d'autunno, symfoni nr 11, 1991
- Sinfonia da camera, Arnold Schönberg in memoriam, symfoni nr 12, 1992

#### Musikdramatiska verk
- Petronella, "opera bluffa", 1942
- Tjuvens pekfinger, opera buffa, 1966
- Rivalerna, kammaropera, 1967
- Sagan om ringen, opera, 1972, ej framförd
- Reliken, opera, 1975
- Skandal, Ers majestät, opera, 1978
- Dinize, opera, 1993-94, ej framförd

#### Körverk
- Psaltare och lyra (text Karlfeldt), 1953
- Symfoni nr 2, Duinoelegi nr 7 (text Rilke), 1954
- Fyra visor om årstiderna; Sommar-ro (Hedvig Charlotta Nordenflycht), Hösten (Jacob Wallenberg), Vintervisa (Anna Maria Lenngren), Vårvisa (Olof von Dalin), 1957
- Symfoni nr 4, Sånger i förvandlingens natt (text Sjöstrand), 1958
- Fancies (text Shakespeare) för blandad kör och piano, 1974

#### Kammarmusik
- 8 stråkkvartetter, komponerade mellan 1947 och 1981
- Trio för klarinett, violoncell och piano, 1958

## Filmografi
- 1990 – Bulan